# Гостиница Дрейцера
Гостиница Дре́йцера — историческое здание конца XIX века в Минске, памятник архитектуры (номер 711Е000001). Расположен по адресу: Комсомольская улица, дом 13.

## История
Здание объединило два существовавших ранее участка, прежняя застройка на которых была сильно повреждена минским пожаром 1881 года. Левый участок в 1880-е годы принадлежал мещанину Копелю Файтелевичу Окуню, выстроившему на нём двухэтажный дом, а правый — мещанину Иоселю Ароновичу Дрейцеру. Позднее Дрейцер выкупил и второй участок, объединил существовавшие строения и надстроил третий этаж. Здание сохранило проездные арки, но было отделано заново. По состоянию на 1910 год, большую его часть занимала гостиница Гирша Иоселевича Дрейцера с 40 номерами. Также были несколько магазинов и лавок, а также жилые квартиры. После национализации 1920 года гостиница Дрейцера стала «Первой советской гостиницей», разместились также коммунальные квартиры. Во время Великой Отечественной войны здание не пострадало. За время послевоенных реконструкций полностью была изменена внутренняя планировка, частично утрачен декор фасада. Во второй половине XX века здание занято различными организациями.

## Архитектура
Здание построено в стиле эклектики с элементами классицизма и модерна. Оно трёхэтажное с полуподвалом, под двускатной крышей. Композиция фасада симметричная, центральную часть венчает треугольный фронтон. Оконные проёмы второго и третьего этажа лучковые, в наличниках. Балконные решётки чугунные, ажурные.